# The Undertones/Diskografie
Diese Diskografie ist eine Übersicht über die musikalischen Werke der nordirischen Rock-Band The Undertones. Den Schallplattenauszeichnungen zufolge hat sie bisher mehr als 720.000 Tonträger verkauft. Ihre erfolgreichste Veröffentlichung ist die Single Teenage Kicks mit über 600.000 verkauften Einheiten.

## Alben

### Studioalben
| Jahr | Titel Musiklabel                    | Höchstplatzierung, Gesamtwochen, AuszeichnungChartplatzierungen (Jahr, Titel, Musiklabel, Platzierungen, Wochen, Auszeichnungen, Anmerkungen) | Höchstplatzierung, Gesamtwochen, AuszeichnungChartplatzierungen (Jahr, Titel, Musiklabel, Platzierungen, Wochen, Auszeichnungen, Anmerkungen) | Anmerkungen                          |
| Jahr | Titel Musiklabel                    | UK | US | Anmerkungen                          |
| ---- | ----------------------------------- | --- | --- | ------------------------------------ |
| 1979 | The Undertones Sire Records         | UK13 (21 Wo.)UK | US154 (7 Wo.)US | Erstveröffentlichung: 12. Mai 1979   |
| 1980 | Hypnotised Sire Records             | UK6 (10 Wo.)UK | — | Erstveröffentlichung: 19. April 1980 |
| 1981 | Positive Touch Ardeck Records       | UK17 (6 Wo.)UK | — | Erstveröffentlichung: 9. Mai 1981    |
| 1982 | The Sin of Pride Ardeck Records     | UK46 (5 Wo.)UK | — | Erstveröffentlichung: 12. März 1982  |
| 2003 | Get What You Need Sanctuary Records | — | — | Erstveröffentlichung: 2003           |
| 2007 | Dig Yourself Deep Cooking Vinyl     | — | — | Erstveröffentlichung: 2007           |

### Livealben
- 1980: In Concert-232 (zusammen mit Wreckless Eric, BBC Transcription Service)
- 1981: In Concert-256 (BBC Transcription Service)
- 1983: BBC College Concert (BBC Transcription Service)
- 1983: In Concert-302 (BBC Transcription Service)

### Kompilationen
| Jahr | Titel Musiklabel                               | Höchstplatzierung, Gesamtwochen, AuszeichnungChartsChartplatzierungen (Jahr, Titel, Musiklabel, Platzierungen, Wochen, Auszeichnungen, Anmerkungen) | Anmerkungen                              |
| Jahr | Titel Musiklabel                               | UK | Anmerkungen                              |
| ---- | ---------------------------------------------- | --- | ---------------------------------------- |
| 1983 | All Wrapped Up Ardeck                          | UK67 (4 Wo.)UK | Erstveröffentlichung: 3. Dezember 1983   |
| 1986 | Cher O’Bowlies – Pick of the Undertones Ardeck | UK6 (10 Wo.)UK | Erstveröffentlichung: 7. Juni 1986       |
| 1993 | Teenage Kicks Castle Communications            | UK45 (3 Wo.)UK | Erstveröffentlichung: 18. September 1993 |
| 2003 | Teenage Kicks – The Best of Sanctuary Records  | UK35 Silber · (3 Wo.)UK | Erstveröffentlichung: 13. September 2003 |

Weitere Kompilationen
- 1989: The Peel Sessions Album (Strange Fruit)
- 1999: True Confessions (Singles=A’s & B’s) (Castle Music; UK: Silber)
- 2000: The Singles Box Set (12xCD, Castle Music)
- 2004: Listening In. Radio Sessions 1978–1982 (Sanctuary Records)
- 2008: An Anthology (Ardeck)
- 2010: Teenage Kicks – The Very Best of (Salvo)
- 2013: An Introduction to the Undertones (Salvo)
- 2016: The Very Best of (2CD, Metro Select)

### EPs
| Jahr | Titel Musiklabel        | Höchstplatzierung, Gesamtwochen, AuszeichnungChartsChartplatzierungen (Jahr, Titel, Musiklabel, Platzierungen, Wochen, Auszeichnungen, Anmerkungen) | Anmerkungen                        |
| Jahr | Titel Musiklabel        | UK | Anmerkungen                        |
| ---- | ----------------------- | --- | ---------------------------------- |
| 1983 | Teenage Kicks EP Ardeck | UK60 (2 Wo.)UK | Erstveröffentlichung: 2. Juli 1983 |

Weitere EPs
- 1979: The Undertones (10’’-Promo, Sire Records)

## Singles
| Jahr | Titel Album                           | Höchstplatzierung, Gesamtwochen, AuszeichnungChartsChartplatzierungen (Jahr, Titel, Album, Platzierungen, Wochen, Auszeichnungen, Anmerkungen) | Anmerkungen                            |
| Jahr | Titel Album                           | UK | Anmerkungen                            |
| ---- | ------------------------------------- | --- | -------------------------------------- |
| 1978 | Teenage Kicks –                       | UK31 Platin · (7 Wo.)UK | Erstveröffentlichung: 14. Oktober 1978 |
| 1979 | Get Over You –                        | UK57 (4 Wo.)UK | Erstveröffentlichung: Januar 1979      |
| 1979 | Jimmy Jimmy The Undertones            | UK16 (10 Wo.)UK | Erstveröffentlichung: 21. April 1979   |
| 1979 | Here Comes the Summer The Undertones  | UK34 (6 Wo.)UK | Erstveröffentlichung: 14. Juli 1979    |
| 1979 | You’ve Got My Number –                | UK32 (6 Wo.)UK | Erstveröffentlichung: 13. Oktober 1979 |
| 1980 | My Perfect Cousin Hypnotised          | UK9 (10 Wo.)UK | Erstveröffentlichung: 30. März 1980    |
| 1980 | Wednesday Week Hypnotised             | UK11 (9 Wo.)UK | Erstveröffentlichung: 29. Juni 1980    |
| 1981 | It’s Going to Happen Positive Touch   | UK18 (9 Wo.)UK | Erstveröffentlichung: 26. März 1981    |
| 1981 | Julie Ocean Positive Touch            | UK41 (5 Wo.)UK | Erstveröffentlichung: 18. Juli 1983    |
| 1983 | The Love Parade The Sin of Pride      | UK97 (1 Wo.)UK | Erstveröffentlichung: 22. Januar 1983  |
| 1983 | Got to Have You Back The Sin of Pride | UK82 (2 Wo.)UK | Erstveröffentlichung: 5. März 1983     |
| 1983 | My Perfect Cousin (1983) Hypnotised   | UK88 (1 Wo.)UK | Erstveröffentlichung: 22. Oktober 1983 |

Weitere Singles
- 1981: When Saturday Comes (Ardeck)
- 1982: Beautiful Friend (Ardeck)
- 1983: Save Me (als The Undertones feat. Feargal Sharkey, EMI)
- 1983: Chain of Love
- 1986: The Peel Sessions (Strange Fruit Records)
- 2003: Thrill me (For Us Records)
- 2013: Much Too Late (Flaming June Records)

## Videoalben
- 1984: 6 Tracks (VHS, EMI)
- 2004: The Story of the Undertones: Teenage Kicks (DVD, Sanctuary Records)

## Statistik

### Chartauswertung
|                     | UK    | US    |
| ------------------- | ----- | ----- |
| Nummer-eins-Alben   | UK—UK | US—US |
| Top-10-Alben        | UK2UK | US—US |
| Alben in den Charts | UK9UK | US1US |

|                       | UK     |
| --------------------- | ------ |
| Nummer-eins-Singles   | UK—UK  |
| Top-10-Singles        | UK1UK  |
| Singles in den Charts | UK12UK |

### Auszeichnungen für Musikverkäufe
Anmerkung: Auszeichnungen in Ländern aus den Charttabellen bzw. Chartboxen sind in ebendiesen zu finden.
| Land/RegionAuszeichnungen für Musikverkäufe (Land/Region, Auszeichnungen, Verkäufe, Quellen) | Silber     | Gold | Platin  | Verkäufe | Quellen   |
| -------------------------------------------------------------------------------------------- | ---------- | ---- | ------- | -------- | --------- |
| Vereinigtes Königreich (BPI)                                                                 | 2× Silber2 | —    | Platin1 | 720.000  | bpi.co.uk |
| Insgesamt                                                                                    | 2× Silber2 | —    | Platin1 |          |           |